# Бесплатный хостинг
Бесплатный хостинг — услуга (интернет-сервис), позволяющая пользователю бесплатно разместить веб-сайт или другую информацию пользователя (текст, изображения, видео) в сети Интернет на сервере хостинг-провайдера.

## Ограничения
Возможности бесплатного хостинга обычно урезаны относительно платных вариантов, поэтому данный способ в большей степени подходит для домашних страниц пользователей и других некоммерческих сайтов. Хотя, сегодня уже появляются провайдеры предлагающие бесплатный хостинг на уровне платного, ориентирующиеся на старт начинающих проектов, с перспективой, что затем эти проекты будут пользоваться сопутствующими платными услугами.
- Небольшое дисковое пространство;
- Ограничение размера отдельного файла;
- Ограничение допустимых расширений имён файлов, например, запрещается *.jfif, *.exe и другие;
- Ограничение на размещаемую информацию (например сайты у некоторых провайдеров совсем не могут быть эротической или порнографической тематики, у некоторых допускаются, но с ограничениями);
- Отсутствие поддержки серверных скриптов и систем управления базами данных или ограничение их использования;
- Домен только третьего уровня. В последнее время предлагаются доменные имена второго уровня, в зонах .biz, .info и т. п.

Частично эти ограничения можно обойти, используя дополнительные сервисы. Например Free scripts позволяет выполнить без использования скриптов такие задачи, как форму для связи.

## Монетизация
Как правило, для компенсации денежных затрат на предоставление бесплатного хостинга используется принудительная  реклама. Она может быть помещена, как изменением непосредственно содержимого страниц пользователя, так и на страницах ошибок.
Часть провайдеров использует бесплатный хостинг как первую ступень своих услуг, позволяя пользователю за дополнительную плату открыть новые возможности или снять часть ограничений.  Часто такие компании предоставляют узкоспециализированный хостинг - блоги (Blogger), простые сайты (Wix) или интернет-магазины (fesh).  У многих бесплатных хостингов есть и ограничения в использовании - лимиты места на диске для файлов, ограничения трафика или использования ресурсов сервера.